# Бовуа-ан-Вермандуа
Бовуа-ан-Верманду́а (фр. Beauvois-en-Vermandois) — коммуна во Франции, находится в регионе Пикардия. Департамент коммуны — Эна. Входит в состав кантона Сен-Кантен-1. Округ коммуны — Сен-Кантен.
Код INSEE коммуны — 02060.

## Население
Население коммуны на 2010 год составляло 278 человек.
| 1962 | 1968 | 1975 | 1982 | 1990 | 1999 | 2010 |
| ---- | ---- | ---- | ---- | ---- | ---- | ---- |
| 307  | 261  | 275  | 258  | 304  | 306  | 278  |

## Экономика
В 2010 году среди 181 человека трудоспособного возраста (15—64 лет) 124 были экономически активными, 57 — неактивными (показатель активности — 68,5 %, в 1999 году было 71,5 %). Из 124 активных жителей работали 115 человек (66 мужчин и 49 женщин), безработных было 9 (6 мужчин и 3 женщины). Среди 57 неактивных 19 человек были учениками или студентами, 22 — пенсионерами, 16 были неактивными по другим причинам.